# Staš
Staš je moško osebno ime.

## Izvor imena
Ime Staš je najverjetneje skrajšana oblika imena Stanislav. Možno pa je tudi krajšanje iz imena Evstahij prek oblike Stah, vendar je to zaradi redkosti tega imena manj verjetno.

## Različice imena
- moške različice imena: Staša, Staško, Stašo
- ženska oblika imena: Staša

## Pogostost imena
Po podatkih Statističnega urada Republike Slovenije je bilo na dan 31. decembra 2007 v Sloveniji število moških oseb z imenom Staš: 288.

## Osebni praznik
Koledarsko je ime  Staš možno uvrstiti k imenoma Evstahij in Stanislav.